# Salsa caçadora

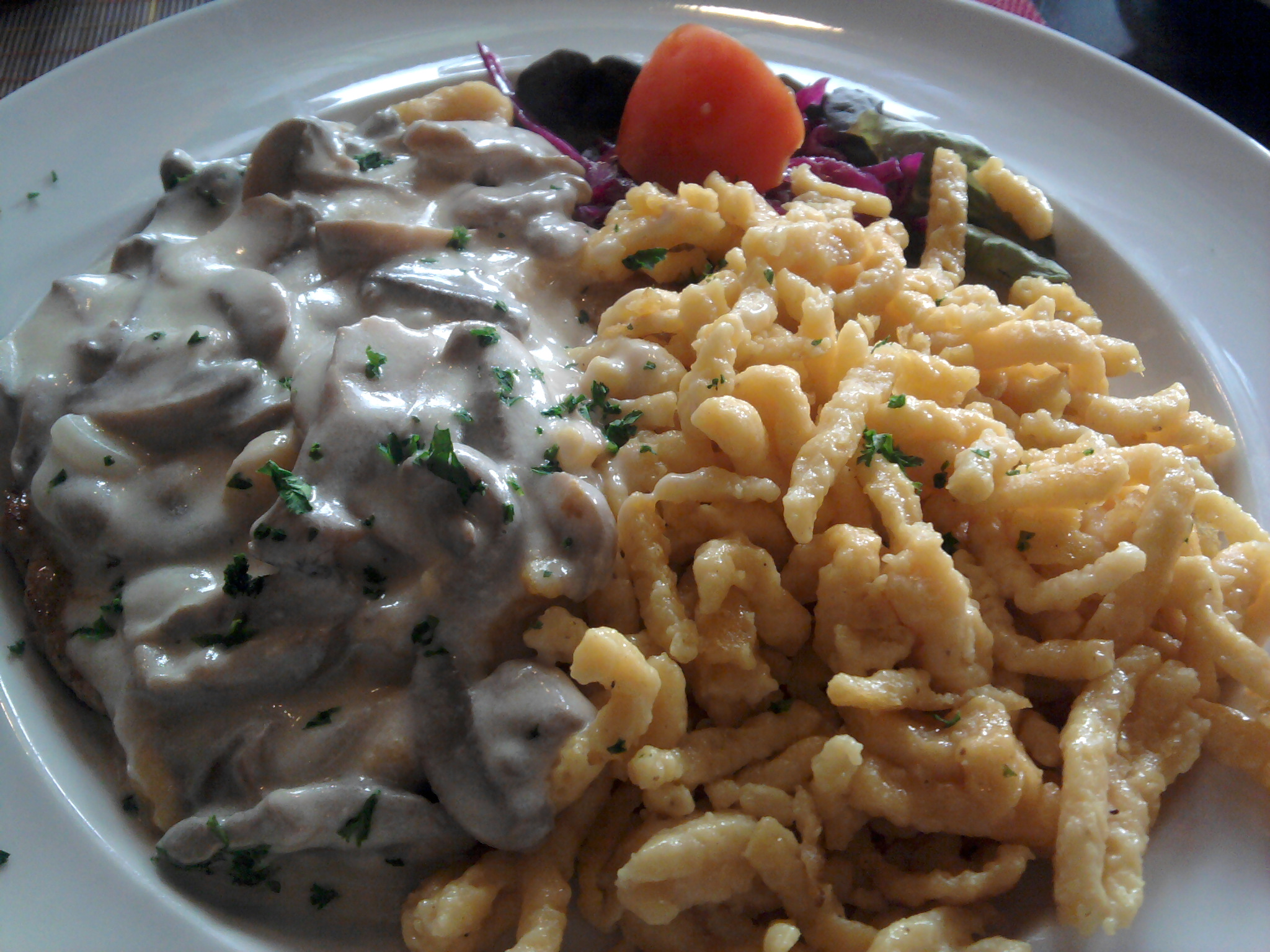
Costeleta a la caçadora – una costeleta servida amb salsa caçadora, acompanyada de pasta.

La salsa chasseur o salsa caçadora és una salsa típica de la cuina francesa que conté entre els seus ingredients xampinyons tallats en làmines i saltats en mantega juntament amb unes rodelles de ceba. El nom prové del seu ús per a acompanyar carns de caça.

## Característiques
La salsa s'elabora amb xampinyó i cansalada salada saltada amb mantega i ceba picada. Se sol emprar com a espessant una mica de farina barrejada amb mantega (50/50) després s'hi afegeix vi negre i brou de carn, i herbes aromàtiques (estragó, farigola i julivert). A vegades s'hi sol afegir fetges de pollastre, o trossos de la carn del mateix pollastre.